# Кигали
Кигали е столицата и най-големият град на Руанда.
Населението му е 851 024 жители (2005). Градът е разположен в центъра на страната и коодинатите му са 1° 57,245' S, 30° 3,570' E (-1,954167, 30,059444).
Кигали е основан през 1907 г. по време на германското колониално управление, но е столица от 1962 г., когато Руанда получава независимостта си.
От 7 април 1994 Кигали е арена на геноцид в Руанда.